# Miriam Merad
Miriam M. Merad (auch Mérad; * 1969 in Paris) ist eine algerisch-französisch-amerikanische Immunologin an der Icahn School of Medicine at Mount Sinai in New York City. Sie ist für ihre Arbeiten zur Rolle von Makrophagen und dendritischen Zellen beim Gesunden und beim Kranken bekannt.

## Leben und Wirken
Miriam Merad wurde 1969 als Kind algerischer Medizinstudenten in Paris geboren, wuchs aber ab 1971 in Algerien auf. Sie erwarb 1992 an der Universität Algier einen Doktor der Medizin. Nach Facharztausbildung in Hämatologie und Onkologie und einem Master in Biotechnologie (1997), jeweils an der Université Paris Diderot in Paris, ging sie 1998 in die Vereinigten Staaten, wo sie 2001 in einer Kooperation der Stanford University und der Université Paris Diderot bei Edgar Engleman einen Ph.D. erwarb. An der Stanford University arbeitete sie auch als Postdoktorandin. 2004 ging sie an die Icahn School of Medicine at Mount Sinai. Hier ist sie (Stand 2025) Professorin für Krebsimmunologie, hat den Lehrstuhl (Chair) für Immunologie und Immunotherapie inne und ist Direktorin sowohl des Marc & Jennifer Lipschultz Precision Immunology Institute als auch des Mount Sinai Human Immune Monitoring Center (HIMC).
Merad und Mitarbeiter befassen sich mit Tumorimmunologie und mit entzündliche Erkrankungen. Sie untersuchen die Rolle der Zellen des angeborenen und des erworbenen Immunsystems bei diesen Erkrankungen. Merad identifizierte und charakterisierte gewebeständige (residente) Makrophagen, die zum Charakter bestimmter Tumoren beitragen. Wichtige Beiträge konnte sie auch zur Erforschung dendritischer Zellen leisten. Außerdem erstellte sie erste epigenetische und trankriptionelle Atlanten, anhand derer sich Regulation und Interaktion verschiedener Immunzellen in der Tumormikroumgebung besser verstehen lassen. Sie positionierte sich für eine immigrationsfreundliche Wissenschaftspolitik der Vereinigten Staaten oder für familienfreundlichere Bedingungen in der Wissenschaft.
Merad hat laut Google Scholar einen h-Index von 140, laut Datenbank Scopus einen von 131 (jeweils Stand August 2025).
Miriam Merad ist verheiratet und hat zwei Kinder.

## Auszeichnungen (Auswahl)
- 2018 William B. Coley Award[7]
- 2020 Mitglied der National Academy of Sciences[8]
- 2023 Mitglied der National Academy of Medicine[9]
- 2024 Léopold-Griffuel-Preis[10]
- 2024 Prix International de l’INSERM[2]
- 2025 Sjöberg Prize[11]